# Anolis polylepis
Espèce
Synonymes
- Norops polylepis (Peters, 1874)

Anolis polylepis est une espèce de sauriens de la famille des Dactyloidae.

## Répartition
Cette espèce se rencontre au Panama et au Costa Rica.

## Publication originale
- Peters, 1874 : Über neue Saurier (Spæriodactylus, Anolis, Phrynosoma, Tropidolepisma, Lygosoma, Ophioscincus) aus Centralamerica, Mexico und Australien. Monatsberichte der Königlichen Akademie der Wissenschaften zu Berlin, vol. 1873, p. 738-747 (texte intégral).